# キカシグサ
キカシグサ (Rotala indica var. uliginosa) は、ミソハギ科キカシグサ属に属する抽水植物。また、キカシグサ属に分類される植物の総称でもある。

## 生態
湿地やため池、水田の畦などに生息する一年草。和名は、果実がシラミ（古語でキサシ、またはキカジ）の卵に似ていることに由来する。また、アズキグサ、アキボコリという別名もある。

### 分布
日本や中国、インド、東南アジアに広く分布。

### 形態
草体は通常直立、または斜上する。草体の高さは最大20cm程度。葉は卵形で少し厚みがあり、対生する。浅い水中でも生活し、基部から匍匐茎を四方に伸ばしてよく繁殖する。

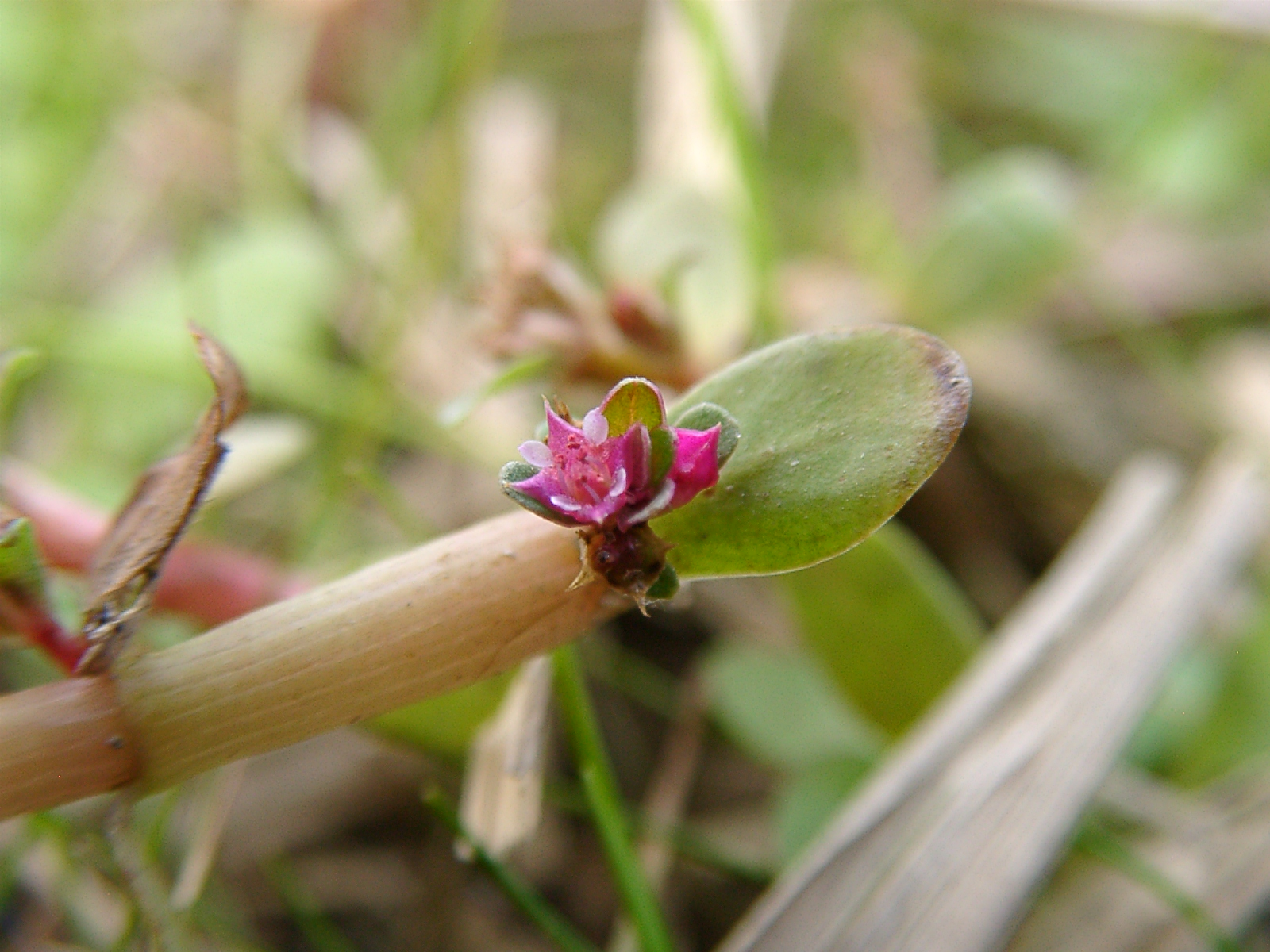
キカシグサの花

8月から10月にかけて、淡い赤色の花を葉腋につける。9月頃から、淡黄色で楕円形の種子をつける。種子の大きさは0.5-0.8mm。

### 人間とのかかわり
ロタラという名前で鑑賞用に熱帯魚屋で売られる。
田んぼなどに生息している場合、水田雑草として除草される場合が多い。